# Art of Murder : Les Cartes du destin
Art of Murder : Les Cartes du destin (Art of Murder: Karty Przeznaczenia) est un jeu vidéo d'aventure développé et édité par City Interactive, sorti en 2009 sur Windows et Nintendo DS.
Il s'agit du troisième épisode de la série Art of Murder.

## Accueil
- Adventure Gamers : 2,5/5 (PC)[1] - 2/5 (DS)[2]
- Jeuxvideo.com : 8/20 (PC)[3]